# Переполох (фільм, 1954)
«Переполох» — радянський короткометражний художній фільм 1954 року, знятий на Кіностудії ім. М. Горького. Дипломна робота молодих режисерів-випускників ВДІКу, Василя Ординського і Якова Сегеля (майстерня Сергія Герасимова) — була випущена на широкий екран в дні чеховського ювілею. Перша роль у кіно Ніни Меньшикової.

## Сюжет
За однойменним оповіданням А. П. Чехова.

## У ролях
- Ніна Меньшикова — Машенька
- Алевтина Рум'янцева — Ліза, покоївка
- Ольга Якуніна — Федосья Василівна
- Євген Тетерін — Микола Сергійович
- Василь Бокарєв — лікар
- Владислав Ковальков — студент
- Павло Рожицький — Михайло, швейцар

## Знімальна група
- Режисери — Василь Ординський, Яків Сегель
- Сценаристи — Василь Ординський, Яків Сегель
- Оператор — В'ячеслав Шумський
- Композитор — Олександр Локшин
- Художник — Сергій Петерсон